# かまいたちの夜 ニワンゴ版
『かまいたちの夜 ニワンゴ版』は、ニワンゴが2006年7月10日から2015年2月28日まで配信していたメールゲーム（プレイバイウェブ）である。
ニワンゴのメール送受信システムを利用し、チュンソフトのサウンドノベル『かまいたちの夜』に準じたシステムでプレイできるゲームブック形式のゲーム。選択肢での選択をメールで送信することでゲームを進行していく。シナリオは我孫子武丸監修、打越鋼太郎執筆。

## 対応機種
- DoCoMo
- ボーダフォン
- au
- Willcom

## ストーリー
突如主人公に舞い込んできた謎のメール。送り主は雪に包まれた山小屋に閉じ込められていた。主人公は、メールで送られてくる限られた情報で山小屋に閉じ込められた人々を救うため、真犯人の特定に乗り出した。

## 登場人物
主人公
本編の主人公（名前なし）。ゲームプレイ前に性別が選択できるようになっていて、大筋は変わらないが性別によりキャラクター、ストーリーが微妙に変化する。
ハヤト
ストーリー開始前に自分の性別を「女性」にした時のみ登場するキャラクター。山小屋に閉じ込められているメンバーの一人。正義感が強く、主人公と最もコンタクトをとることになる男性。コンタクトを取るうちに主人公に好意をよせていく。
ミサキ
ストーリー開始前に自分の性別を「男性」にした時のみ登場するキャラクター。山小屋に閉じ込められているメンバーの一人。女子大生。主人公と最もコンタクトをとることになる人物。強気な性格の女性だが、自分の置かれた状況を不安がるなど、か弱さを見せる場面もある。主人公とコンタクトを取るうち、主人公に対しまんざらでもない（恋愛）感情を抱くようになる。バストサイズはCカップ以下らしい。
りんね
自殺願望を持つ女性で山小屋に閉じ込められているメンバーの一人。自殺志願サイトでは「C2」のハンドルネームを使用。夜来牧夫とは不倫関係にある。
赤山（あかやま） / 秋山（あきやま）
ホストの男性。山小屋に閉じ込められているメンバーの一人。殺人快楽者の素質を持つ。自殺願望はないがなぜか牧夫のハンドルネームを知っている。閉じ込められた当初から自分には犯人がわかる、と言っている。
夜来牧夫（やらい まきお）
借金地獄に嫌気が差し、自殺願望を持つ男性。りんねと二人で一度心中しようとしているが未遂に終わっている。自殺志願サイトでのハンドルネームは「かまいたち」。山小屋で他の3人が目覚める前に既に死亡している。